# オセイン
オセイン(Ossein)は、骨の細胞外マトリックスであり、95%がコラーゲンで構成される。この物質は、ゼラチンや膠の製造に用いられる。
20世紀初頭には、骨は、オセイン（コラーゲン）、骨ムコイド（プロテオグリカン）、骨アルブミノイド（エラスチン）の3種類のタンパク質で構成されていることが明らかとなったが、分子生物学の進歩により、これらの用語は時代遅れとなった。

## 応用
工業的には、1000kgの骨から300kgのオセインが得られるが、弱酸性の沸騰水で長時間処理すると急速に分解し、部分的に変性し、ゼラチンが生成する。動物の皮から作られるスキンゼラチンに対して、オセインゼラチンとして知られる。抽出法に依って、オセインゼラチンには様々な種類がある。
オセインのその他の用途としては、骨の乾燥質量の16-20%生成する膠の製造がある。オセイン製造に向かない骨は、炭化して骨炭が作られる。

### 抽出法
オセインは、骨を塩酸で処理すると得られる。塩酸は、リン酸カルシウムや炭酸カルシウム等の無機マトリックスを溶解する。この方法は、遅くとも15世紀までに発見されたが、ヨハン・ルドルフ・グラウバーによる公表後の18世紀に広まった。これで得られる塩化カルシウムとリン酸を含む液体は、水酸化カルシウムで処理することでリン酸二カルシウムを回収でき、肥料や動物用飼料のサプリメントに用いられる。
しかし、骨粉を処理する最も一般的な方法は、蒸すことまたは茹でることである。この方法は酸を必要としないが、より多くのエネルギーを必要とし、リン酸三カルシウムが得られる。または、オセインを抽出した後の脱タンパク質骨残渣を用いて、ボーンチャイナの製造に必要な骨灰を作るのに用いられる。